# Tatzelwurmstraße

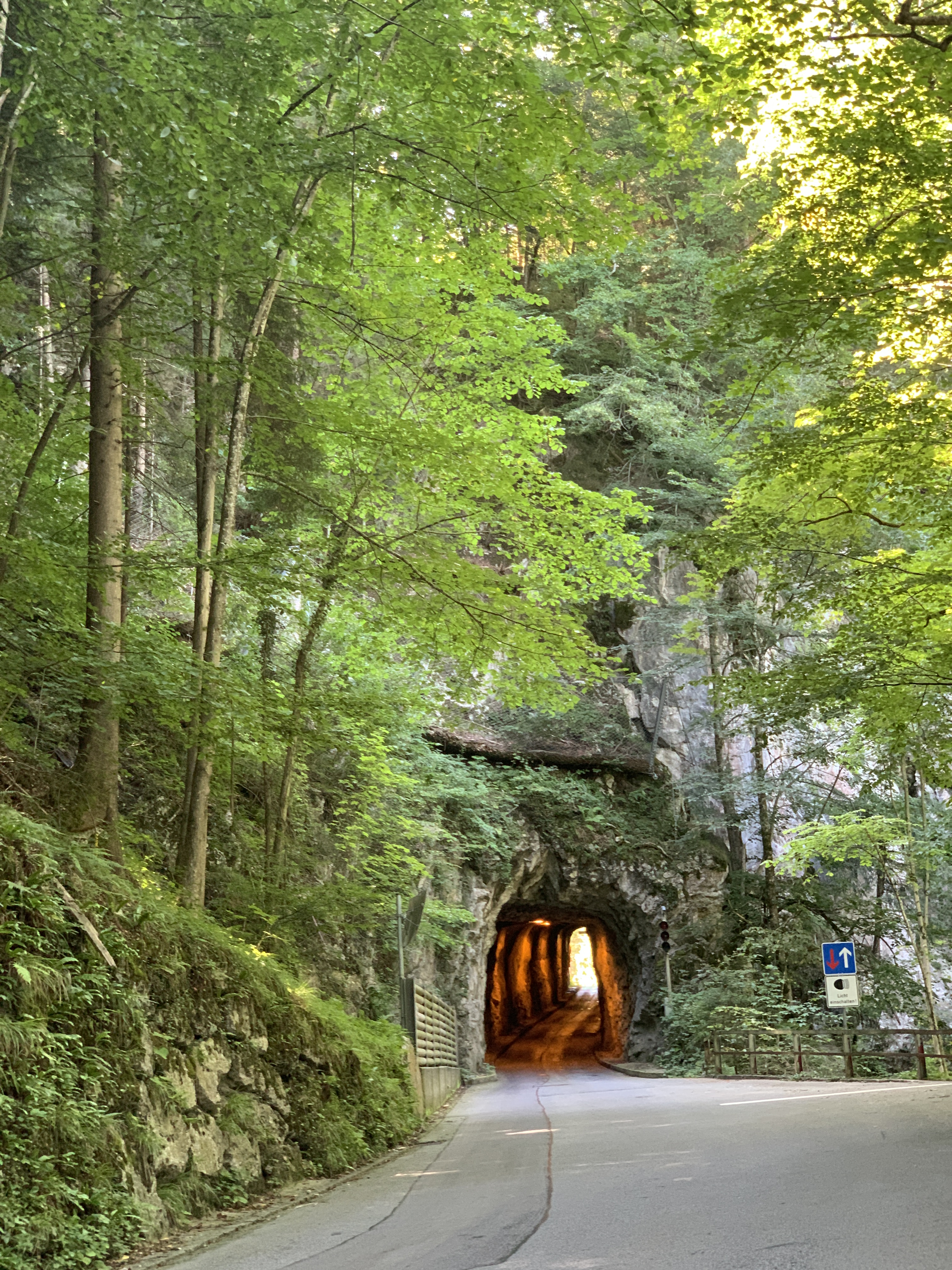
Tunnel der Tatzelwurmstraße

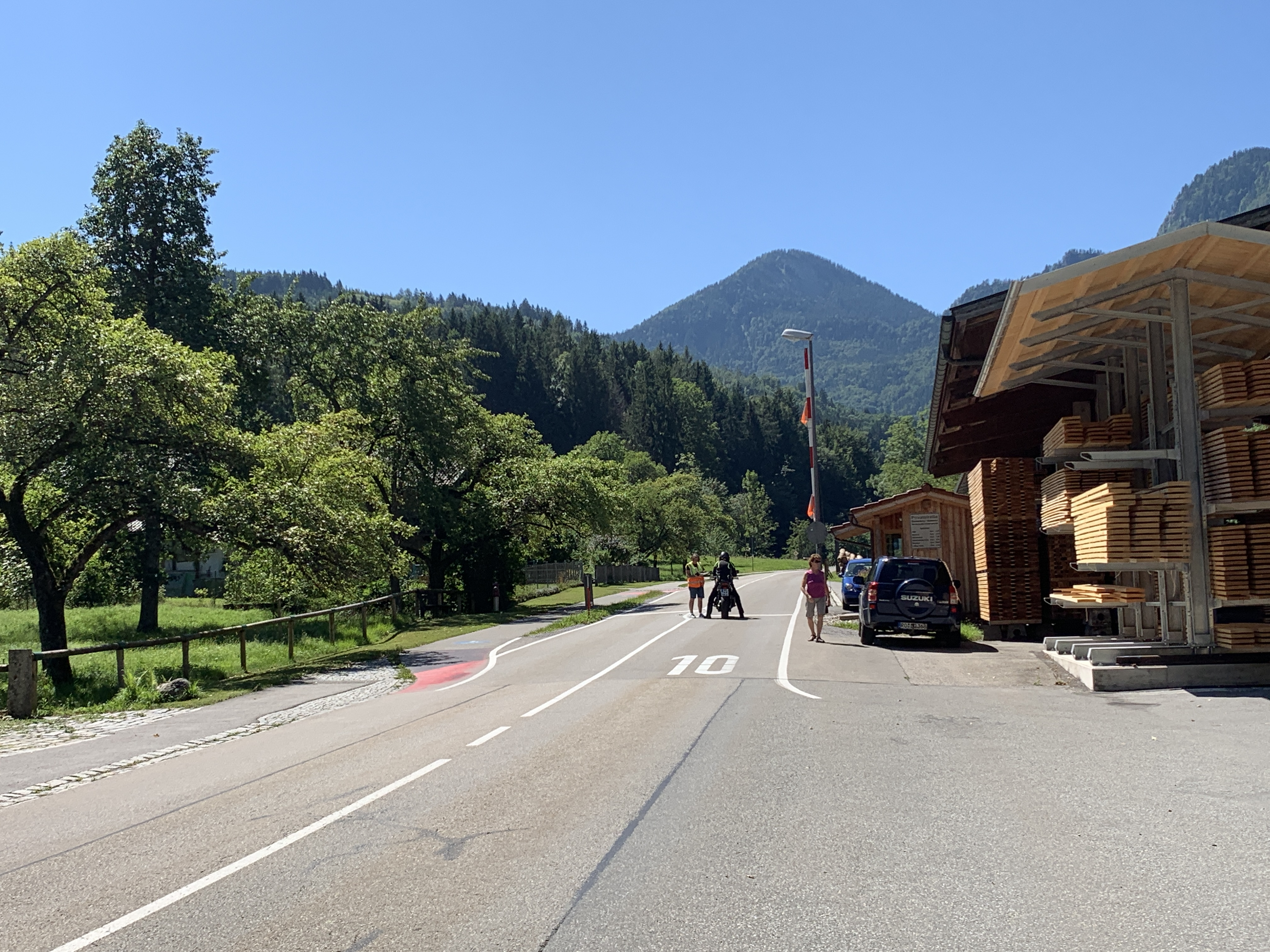
Mautstelle an der Brannenburger Seite

Die Tatzelwurmstraße ist eine schmale Gebirgsstraße auf dem Gebiet der oberbayerischen Gemeinden Brannenburg, Flintsbach am Inn und Oberaudorf im Landkreis Rosenheim. Sie verläuft durch die Wendelsteingruppe des Mangfallgebirges in den Bayerischen Voralpen.

## Name
In der Gegend, durch die die Tatzelwurmstraße führt, gibt es einige Toponyme, die nach dem Tatzelwurm, einem alpenländischen Fabeltier, benannt sind. Dazu gehören unter anderen die Tatzelwurm-Wasserfälle, der Tatzelwurm-See, der Tatzelwurm-Pass und der Oberaudorfer Ortsteil Tatzelwurm, ein Weiler in der Nähe der Wasserfälle. Von diesen hat auch die später erbaute Gebirgsstraße den Namen übernommen.

## Verlauf
Die Tatzelwurmstraße besteht aus zwei Abschnitten, die in unterschiedlichen Richtungen durch zwei Täler verlaufen. Der höchste Punkt ist eine der Tatzelwurm-Pass etwa 300 Meter nördlich des Weilers Tatzelwurm auf einer Höhe von 789 m ü. NHN (Lage). Die von Brannenburg aus durch das Tal des Förchenbachs zu der Kreuzung mit der Bundesstraße 307 verlaufende Teilstrecke ist eine Mautstraße namens Tatzelwurmstraße, die von Oberaudorf durch das Tal des Auerbachs führende Teilstrecke ist die Rosenheimer Kreisstraße RO 52.

### Brannenburg–Tatzelwurm
In Brannenburg beginnt die Straße nahe der Talstation der Wendelsteinbahn auf einer Höhe von 505 m ü. NHN  (Lage). Knapp 400 Meter südlich davon befindet sich die Mautstelle (Lage). Als Brannenburger Gemeindestraße heißt sie bis zu Gemeindegrenze mit Flintsbach am Inn Sudelfeldstraße. Die Straße folgt dem Tal des Förchenbachs, wobei der Tunnelberg in einem 95 Meter langen und 4 Meter hohen Sporntunnel (Lage) mit 3 Meter breiter Fahrbahn und Ampelregelung unterquert wird. Die größte Gradiente der Strecke beträgt auf einem Abschnitt von ca. 300 Metern 18 %. Die Straße führt an der Einöde Regau vorbei und über den Tatzelwurm-Pass zur Einöde Tatzelwurm (Lage) auf 764 m ü. NHN.

### Auerbach–Tatzelwurm
Die zweite Teilstrecke führt von der Staatsstraße 2089 im Oberaudorfer Ortsteil Auerbach aus  (Lage, Höhe 482 m ü. NHN) in West-Richtung talaufwärts entlang dem Auerbach über die Ansiedlungen und Weiler Agg, Hummelei, Wall, Seebach, Rechenau, und Aschau nach Tatzelwurm.

## Anschlussstraßen
Am Tatzelwurmpass trifft die B 307 auf die Tatzelwurmstraße. Sie kommt aus dem Westen und führt von Bayrischzell (800 m ü. NN) aus als Sudelfeldstraße über den Sudelfeldpass (1123 m ü. NN). In Tatzelwurm zweigt an einer T-Kreuzung ein Weg zu den nahegelegenen gleichnamigen Wasserfällen ab.
Die Deutsche Alpenstraße verläuft bis zu dem Abzweig streckengleich mit der B 307 und folgt von da aus dem östlichen Abschnitt der Tatzelwurmstraße nach Oberaudorf.